# 7787 Анналаура
7787 Анналаура (1994 WW, 1992 DQ3, 7787 Annalaura) — астероїд головного поясу, відкритий 23 листопада 1994 року.
Тіссеранів параметр щодо Юпітера — 3,490.